# Trebisht
Trebisht è una frazione del comune di Bulqizë in Albania (prefettura di Dibër).
Fino alla riforma amministrativa del 2015 era comune autonomo, dopo la riforma è stato accorpato, insieme agli ex-comuni di Bulqizë, Gjoricë, Fushë Bulqizë, Ostren, Shupenzë, Martanesh e Zerqan a costituire la municipalità di Bulqizë.

## Località
Il comune è formato dall'insieme delle seguenti località:
- Klenje
- Gjinovec
- Trebisht-Bala
- Trebisht-Celebi
- Trebisht-Mucine
- Vernic